# Immanuel Friedrich Gregorius
Immanuel Friedrich Gregorius (* 7. Februar 1730 in Kamenz; † 9. September 1800 in Lauban) war ein deutscher lutherischer Theologe und Historiker.

## Leben
Immanuel Friedrich Gregorius wurde 1730 in Kamenz als Sohn des Johann Friedrich Gregorius geboren. Seine erste Ausbildung wird er von seinem Vater erhalten haben. Dann besuchte er das Gymnasium in Görlitz, wo er sich das Rüstzeug erwarb, eine Hochschule besuchen zu können. Genau wie sein Vater entschied er sich, an der Universität Wittenberg zu studieren, wo er sich am 18. Mai 1748 in die Matrikel der Hochschule eintrug. An jener Hochschule besuchte er die Vorlesungen bei Johann Heinrich Martinus in Dichtkunst, bei Martin Hassen in Ethik, bei Johann Wilhelm Hoffmann in Geschichte, bei Georg Wilhelm Kirchmaier in griechischer Sprache und Literatur, bei Karl Gottlob Sperbach in Philosophie, bei Ernst Christian Schröder in dialektischer Logik, bei Georg Friedrich Baermann, sowie Johann Friedrich Weidler in Mathematik und bei Johann Wilhelm von Berger in Rhetorik.
So gebildet, erwarb er bereits ein Jahr später am 30. April 1749 den akademischen Grad eines Magisters der Philosophie und beschäftigte sich dann mit theologischen Studien. 1751 ging er als Konrektor an das Gymnasium in Lauban. 1758 wurde er dort zweiter Diakon, 1767 erster Diakon, 1772 Archidiakon und Frühprediger und 1793 erster Pastor in Lauban. Gregorius hat sich neben seinem umfangreichen Werk als Autor, vor allem als geachteter Historiker etabliert. So hat er sich unter anderem mit der biographischen Erforschung von Joachim Samuel Weickmann, Petrus und Vincentus von Ravenna gewidmet. Zudem sind umfangreiche Fachaufsätze in verschiedenen Gelehrtenzeitschriften bekannt. Auch zu Christian Gottlieb Jöchers Allgemeinen Gelehrten–Lexikon hat er Beiträge abgefasst. Die Schriftstellerin Johanne Elisabeth Gregorius (* 29. September 1765 in Lauban, † nach 1823 in Dresden) ist seine Tochter.

## Werkauswahl
1. Oratio de cognitione sui e perpessione Christi; in einer Sammlung unter dem Titel: Grata in Christi perpeissoncm memoria. Wittenberg 1749
2. Commentatio de b. Luthero, senioris eloqueutiae pro nostris sacrij instauratore. Wittenberg 1749
3. Sam. Werenfels'ens Rede zur Vertheidigung der Schauspiele; aus dem Lateinischen übersetzt mit Anmerkungen. Wittenberg 1750
4. De credulitate, veri nominis philosopho valde indigna. Wittenberg 1750
5. De incredulitate, maximo solidioris doctrinae impedimento. Wittenberg 1750
6. De b. Mart. Lutheri martyrio incruento e Romani coetus monimentis, ad V. M. D. Weickhmann. Wittenberg 1750
7. Oratio de optima, qua scholarum famae cousulitur, ratione. Lauban 1751
8. Die Wunder der donnernden Legion, von den Einwürfen der Gegner gerettet. Lauban 1751
9. Von den Verdiensten  der Grossen um die Teutsche Sprache; an die königl. Teutsche Gesellschaft in Königsberg. Lauban 1751
10. Von dem leichten Tode der Sterbenden, über des Plinius 20sten Brief im 2ten Buche. Lauban 1751
11. De eruditis, quos Reales vocant; ad ill. Societ. latin. Jenens. Lauban 1751
12. De Jani cultu apud vereres Romanos. Lauban 1752
13. De genuina veritatis notione. Lauban 1752
14. Von dem überbliebt neu Saamen der Jüden, über Jesaia 1, 9. und Römer 9, 29. Lauban 1752
15. De curia sanctitatis templo, ad Cic. pro Milone c. 33. Lauban 1752
16. Betrachtung von der Klugheit eines Predigers bey Beurtbeilung der ihm anvertrauten Heerde, über Ezech. 34, 17. Lauban 1752
17. Nachricht  von dem 5ten Stiftungstage der Laubanischen Gesellschaft. Lauban 1752
18. Von dem prophetischen Geiste Joh. Friedrichs des Grossmüthigen, Kurfursten zu Sachsen. Lauban 1753
19. Von dem Salzfeuer Christi Marc. 9, 49. Lauban 1753
20. Geneal. hist. Nachricht von dem Henricischen Geschlechte in Budissin. Lauban 1753
21. Die Lehrer des Evangelischen Zions zu Rothenburg. Lauban 1753
22. De agonalibus Jano sacris. Lauban 1754
23. Von den Feuergötzen der Samariter. Lauban 1754
24. In Pythia societatis litterariae Laubanensis. Lauban 1754
25. Fortgesetzte hist. geneal. Nachricht von dem Wirthischen Geschlechte in Löwenberg und Lauban. Lauban 1754
26. De JCto Apolline schediasms. Lauban 1755
27. Der Herr im  Feuer aus dem Felsen, ein Gott des Friedens, aus Buch der Richt. 6, 21. 23. 24; eine Predigt. Lauban 1755
28. Einige  Anmerkungen über verschiedene Stellen der heiligen Schrift. Lauban 1755
29. De pace Augustana augusta. Lauban 1755
30. De Favorino Arelatensi Philosopho; Graeeae Romanaeque dictionis nitidissimo exemplari Comment. I et II.  Lauban 1755
31. Ton  dem Nutzen und der Notwendigkeit der Schulkonferenzen in wohl bestellten Schulen. Lauban 1756
32. Exegetischer Versuch, die Schriftstellen 1 Mos. 48, 31 und Hebr. 2, 21 zu erklären. Lauban 1756
33. Etwas von Holzkirch. Lauban 1756
34. Eine Brandpredigt. Lauban 1760
35. Ehrengedächtniss seiner ersten Gattin. Lauban 1761
36. Ehrengedächtniss auf den Tod seines Vaters. 1761
37. Quis sit pastor lapis Israel Genes. 49, 24. Lauban 1764
38. Freudige Augen der Erlöseten des Herrn, wenn sich im Tode ihre Erlösung nahet; eine Standrede. Lauban 1764
39. Observationum in quosdam sacri codicis locos e iuris ritibus et antiquitate petitarum trias. Lauban 1765
40. Jesus nimmt auch die grössten Sünder an. Lauban 1767
41. Trauerrede auf des Bürgerm. Freyberg in Dresden Frau Wittwe. Lauban 1768
42. Spicilegium ad historiam Petri Ravennatis. Lauban 1772
43. Responsio subitanea ad Gerckenii corollarium de hist. Petri et Vincentii Ravennatum. Lauban 1773
44. Historische Nachricht von dem Pfarrkirchthurme und den vor Zeiten und jetzt darauf befindlichen Glocken zu Lauban. Lauban 1775
45. Geschichte Herrn Dokt. Joach. Sam. Weickhmann's. In: (Strodtmann's) Beytr. zur Histor. der Gelahrheit Th,. 5,. S. 128–151.
46. Leben des Hrn. Hofr. Haffens. In: Windheim's Göttingischen philosophischen Bibliothek B. 3.
47. Eine doppelte Beschreibung von Aringbii Roma subterranea. In: der kritischen Bibliothek B. 3, S. 323 und in dem Hamburgischen Briefwechsel der Gelehrten 1751. St. 38 –S. 593
48. Fortsetzung der Nachrichten vom Waisenhause in Lauban. Lauban 1772–1794